# Dieter Hoppe (Ornithologe)
Dieter Hoppe (* 3. August 1946 in Glauchau) ist ein deutscher Sachbuchautor zur Haltung und Zucht von Papageien.

## Leben
Hoppe beschäftigt sich seit seiner Jugend mit Vögeln. Kenntnis über Haltung und Zucht von Papageien erwarb er durch  Quellenstudium und   Reisen  nach Süd- und Mittelamerika und Südostasien. Publikationen erschienen als Fachbücher, Ratgeber und auch in Fachzeitschriften wie  Gefiederte Welt, Papageien und WP-Magazin.
Ein  Tätigkeitsschwerpunkt liegt in der Beobachtung der in Deutschland freilebenden Population der Amazonen im Rosensteinpark in Stuttgart.

## Werke (Auswahl)
- Amazonen. Ulmer, Stuttgart 1981. 3. Auflage 1987, ISBN 3-8001-7189-9.
- Aras. Ulmer, Stuttgart 1983, ISBN 3-8001-7155-4.
- The World of Macaws. T.F.H. Publications, 1985.
- Kakadus. Ulmer, Stuttgart 1986, ISBN 3-8001-7081-7.
- Langflügelpapageien Ulmer, Stuttgart 1990, ISBN 3-8001-7214-3
- The world of Amazon Parrots. T.F.H. Publications, 1992.
- Cotorras y Papagayos. Omega, Barcelona 1993.
- Papagájok. Zagora, Budapest 2000.
- mit Peter Welcke: Langflügelpapageien. Ulmer, Stuttgart 2006, ISBN 978-3-8001-4786-1.
- Sittiche und Papageien. Ulmer, Stuttgart 2007, ISBN 978-3-8001-5566-8.

## Ehrungen und Auszeichnungen
- 1997: Preis für Tropenornithologie Gesellschaft für Tropenornithologie (GTO)
- 2008: Steinbacher-Preis